# География на Виетнам
Виетнам е държава в Югоизточна Азия, заемаща източните части на полуостров Индокитай. Площ 331 690 km². Население на 1 януари 2016 г. 96 570 000 души. Столица град Ханой.

## Географско положение, граници, големина, брегове
Виетнам е държава в северната част на Югоизточна Азия, заемаща източните райони на полуостров Индокитай. На запад Виетнам граничи с Камбоджа (дължина на границата 930 km) и с Лаос (1693 km) и на север – с Китай (1150 km). Обща дължина на границите (само сухоземни) 3773 km. Преобладаващата част от границите ѝ преминават през планински райони. На юг се мие от водите на Тайландския, а на изток – от водите на Тонкинския залив на Южнокитайско море. Дължина на бреговата линия 3260 km. Бреговете са предимно ниски, пясъчни, слабо разчленени. В северната част на Тонкинския залив е разположен архипелагът Файтсилонг, а в крайния юг – полуостров Камау. Удобните за корабоплаването заливи и пристанища са малко. Най-добрите пристанища са заливите Камран и Хонкхой. Страната има форма на латинска буква S с дължина от север на юг 1750 km, ширина на север 600 km, на юг 375 km, в централните части 50 km. В тези си граници Виетнам заема площ от 331 690 km².
Крайни точки:
- на север – граница с Китай, десен бряг на река Някуе 23°23’33” с.ш.
- на юг – безименна скала в Южнокитайско море 8°22’51” с.ш.
- на запад – граница с Китай и Лаос 102°08’38” и.д.
- на изток – остров Хон До в Южнокитайско море 109°28’09” и.д.

## Природа

### Релеф
Голяма част от повърхността на страната, предимно на север, северозапад и вътрешните райони са заети от средно високи и ниски планини, силно разчленени от речни долини. В северната половина преобладават паралелно разположените хребети и вериги с югоизточно простиране, като техните склонове са предимно полегати. Най-високата планина е Хоангленшон с връх Фаншипан 3143 m. Най-дълга е планината Чионгшон (над 400 km, височина до 2711 m), простираща се по границата с Лаос. В южната половина на Виетнам планините образуват дълга верига, изградена от широки масиви, плата и средно високи възвишения със заравнени повърхности. Преобладаващите височини са от 500 до 1500 m, максимална 2598 m. Най-обширни са платата Контум (1720 m), Дарлак, Далат (2405 m), Мнонг (1580 m, частично в Камбоджа). Край бреговете се простират ниски равнини, най-големите от които се намират на север по долното течение и делтата на река Хонгха и на юг – делтата на река Меконг.

### Геоложки строеж, полезни изкопаеми
Североизточната част на Северен Виетнам се отнася към Южнокитайската платформа, а югозападната – към нагъната система на мезоидите. Докамбрийския фундамент на платформата е образуван от кварцити, шисти, мрамори и гранитоиди, а чехълът – от палеозойски пясъчни шисти, карбонатни и мезозойски теригенни, често червеноцветни пластове. Нагънатите мезоидни структури са се формирали в края на триаса и са изградени от къснодокамбрийски метаморфни скали, палеозойски и триасови пясъчни шисти, теригенно-карбонатни и вулканогенни слоеве с обща мощност над 10 km. Несъгласувано над тях лежат теригенни, често червеноцветни и вулканогенни скали от триаса, юрата и кредата, образуващи насложени падини. През средния и късния триас, кредата и палеогена в северните части на страната се е появил гранитоиден магматизъм. Северните части на Южен Виетнам (платото Контум) се отнасят към Индосинийския средищен масив, като неговата стабилизация е вероятно или през докамбрийската, или през херцинската епохи. Структурите, разположени южно от платото, редица изследователи ги отнасят към херцинската нагъвателна система. И на платото, и на юг от него широко са развити покривните кайнозойски базалти.
Северните части на Виетнам са богати на разнообразни полезни изкопаеми. Основните са: каменни въглища – в къснотриасовите наслаги.; желязна руда – в среднокарбонските интрузии и докамбрийските кварцити; олово и цинк – с къснокредните и пермски гранитоиди; бокситите – с пермските и триаски наслаги; волфрам и калай – в алувиалните седименти; рудите с редки елементи – с алкалните гранити от късната креда и палеогена. В южните части на страната по-важните находища са: каменни въглища – в къснотриасовите седименти на платото Контум; злато - в кварцовите жили сред докамбрийските скали на платото Контум; молибден – в кварцовите жили, свързани със среднокарбонските и триасови гранитоиди.

### Климат
Климатът на Виетнам е субекваториален, с гореща на юг и прохладна зима на север и с рязко изразен максимум на валежите през периода на влажния мусон. За голяма част от страната влажен се явява летния югозападен или югоизточен мусон, а сух – зимния североизточен. В нископланинските райони средната температура на най-студения месец е от 15°С на север (януари) до 25,8°С на юг (декември), на най-топлия 28 – 29°С (юни и юли на север, април на юг). Над 1500 m н.в. през зимата се наблюдават и отрицателни температури. Годишната сума на валежите е 1500 – 2000 mm, а на места (предимно в планините) над 3000 mm. В цялата страна, освен по източната приморска ивица от нос Зин на юг до Тонкинския залив на север, около 80% от годишната сума на валежите е през периода от май до октомври, а в източната приморска ивица – от август до януари. През втората половина на лятото и есента често явление са тайфуните, които предизвикват опустошителни наводнения.

### Води
Речната мрежа на страната е гъста. Всичките реки принадлежат към водосборния басейн на Южнокитайско море. Повечето имат планински облик, с множество прагове и бързеи. Характерно за тях е рязкото покачване на нивото (до 10 m и повече) и оттокът им (десетки пъти) в сезона на мусонните дъждове. Всичките реки на север и юг и на реките по западните склонове на планините в централните части са пълноводни в периода от юни до октомври, а реките течащи по източните склонове на централните части – в периода от септември до декември. Повечето от тях имат голямо стопанско значение за напояване и за превоз на товари. Основните реки са: на север – Хонгха (Червената река, 1183 km, в пределите на Виетнам 475 km) с притоците си Да (Черната река, 910 km, изворите ѝ са в Китай) и Ло (470 km, изворите ѝ са в Китай), Ка (513 km, изворите ѝ са в Лаос), Ма (512 km, изворите ѝ са в Лаос); на юг – долното течение (около 220 km) на река Меконг и нейната голяма делта.

### Почви, растителност, животински свят
Във Виетнам преобладават планинските латеритни почви, в приморските и нископланинските райони – червено-жълтите латеритни, в делтите на реките – алувиалните, по периферните части на делтата на Меконг и по други участъци от крайбрежието – блатните засолени почви.
Около 40% от територията на страната, предимно в планините, е покрита с тропически и субтропически гори. Голяма част от тях са с вторичен произход. В предпланинските райони и в долния планински пояс преобладават гори съставени от вечнозелени тропически видове от семействата на двукрилоплодните, бобовите, млечните и др. Над  600 – 700 m н.в. на север и 1000 – 1200 m на юг са разпространени гори, в които тропическите видове се смесват с видове на субтропичния и умерения климат – дъб, бук, кестен, различни видове бор. На юг борът образува обширни масиви. Както в подлеса на влажните гори, така и в боровите масиви, предимно по долините на реките, широко разпространение има бамбукът. Платата на юг са заети от редки саванни гори и савани, на места с вторични гори, а в по-високите части – вторични савани и храсталаци. В зоната на приморските низинни равнини преобладават типовете културна растителност и полета заети от палмови и бамбукови гори. Значителни участъци от тях, особено на юг, са заети от блатна растителност. В районите заливани от приливите са разпространени мангровите гори, съставени от вечнозелени твърдолистни дървета, ризофори и бругиери. 
Територията на Виетнам попада в пределите на Индийско-Индокитайската подобласт на Индо-Малайската зоогеографска област. Най-характерните животни са: във влажните гори – гибон, макак, мечка (тибетска и малайска), тигър, дървесна вивера, белка, прилеп, питон-удушвач, големи гущери (варани), бели и зелени папагали; в саваните и саванните гори – индийски слон, еднорог и двурог носорог, антилопи, елени, диви говеда, диви свине, бодливи свинчета, пауни, орли, яребици, диви кокошки и др. В делтите на реките и блатата обитават розово фламинго, щъркели, пеликани, чапли, диви патици, гъски и др. Речната фауна е също много разнообразна.

### Природни райони
В зависимост от релефа, климата, водите и растителността територията на Виетнам се дели на 3 основни района и на 3 подрайона.
- Пояс на приморските низини – ивица от низини, основно равнини, предимно с културни ландшафти, разделени от ниски планински масиви:
  - В северните части на Виетнам – низини с прохладна зима и летен максимум на валежите;
  - В средните части на Виетнам – с топла зима и есенно-зимен максимум на валежите;
  - В южните части на Виетнам – с гореща, много суха зима и летен максимум на валежите.
- Планински пояс - верига от планински и платовидни участъци, разделени от дълбоко врязани (на места под 200 m н.в.) речени долини, с предимно горска растителност и височинна поясност на ландшафтите.
- Пояс на платата – серия от заравнени или хълмисти плата на запад от южната планинска област на височина 200 – 1000 m, с топъл климат, суха зима, заети от савани и саванни гори.[1]